# Популу
Популу (порт. Pópulo)  —  район (фрегезия) в Португалии,  входит в округ Вила-Реал. Является составной частью муниципалитета  Алижо. По старому административному делению входил в провинцию Траз-уж-Монтиш и Алту-Дору. Входит в экономико-статистический  субрегион Доуру, который входит в Северный регион. Население составляет 336 человек на 2001 год. Занимает площадь 12,77 км².